# Dana Medřická
Dana Medřická (n. 11 iulie 1920, Praga, Cehoslovacia – d. 21 ianuarie 1983, Praga, Cehoslovacia) a fost o actriță de film și de teatru cehoslovacă care a apărut în mai mult de 60 de filme între anii 1944-1983. Printre cele mai cunoscute filme ale sale se numără Acțiunea B (1952), Ikarie XB-1 (1963), Cine a vrut s-o ucidă pe Jessie? (1966) și Oameni în rulotă (1966).

## Biografie
După ce a urmat un liceu de fete din Praga, Dana Medřická a decis împotriva dorințelor stricte ale tatălui ei și a început să studieze actoria la Conservatorul din Praga, pe care l-a abandonat în 1940 în favoarea unui angajament de teatru la Brno. După alte angajamente de teatru la Plzeň și Praga, a jucat multă vreme la Divadlo na Vinohradech. La începutul anilor 1950, Medřická era din ce în ce mai des văzută în filmele cehe. A apărut în producții de televiziune și film precum Ikarie XB-1, Zena za pultem (serial TV) și My všichni školou povinní (serial TV). De asemenea, a apărut ocazional în producții de film în limba germană, cum ar fi Croitorul din Ulm (1978) și Ziua idioților (1981).
Din 1945 până la moartea sa în 1979, Medřická a fost căsătorită cu actorul Václav Vydra. Din căsătorie provine și băiatul lor, actorul Václav Vydra. După ce soțul ei a murit după o lungă boală, s-a cunoscut cu un spaniol care era unul dintre admiratorii ei și cu care s-a căsătorit în 1981. A rămas căsătorită cu el până la moartea ei, în 1983. A decedat la 21 ianuarie 1983, la vârsta de 62 de ani, din cauza complicațiilor unui atac de cord.

## Filmografie selectivă
- 1944 Počestné paní pardubické, regia Martin Frič : fiica domnului consilier
- 1944 Skalní plemeno, regia Ladislav Brom : Anka Halíková
- 1945 Třináctý revír, regia Martin Frič : tanečnice Fróny
- 1945 Černí myslivci, regia Martin Frič : Žofka
- 1946 Průlom, regia Karel Steklý : hangița
- 1946 Lavina, regia Miroslav Cikán : Bendová
- 1947 Bílá tma, regia František Čáp : Helena
- 1947 Muzikant, regia František Čáp : Fanka
- 1948 Dvaasedmdesátka, regia Jiří Slavíček : Marta Krulišová
- 1948 Ves v pohraničí, regia Jiří Krejčík : číšnice
- 1948 Kariéra, regia Karel Steklý : Hermína

- 1950 V trestném území, regia Miroslav Hubáček : snoubenka
- 1951 Mikoláš Aleš, regia Václav Krška : Marina
- 1952 Acțiunea B (Akce B), regia Josef Mach : Polana
- 1953 Přicházejí ze tmy, regia Václav Gajer : Růžena Junková
- 1953 Měsíc nad řekou, regia Václav Krška : Slávka Hlubinová
- 1954 Nejlepší člověk, regia Václav Wasserman : Malvína Kolenatá
- 1956 Labakan, regia Václav Krška : sultánka Ziraida
- 1957 Florenc 13.30, regia Josef Mach : Veselá
- 1957 Malí medvědáři, regia Jindřich Puš : Burešová
- 1958 Zde jsou lvi, regia Václav Krška : Vilma
- 1959 Ošklivá slečna, regia Miroslav Hubáček : Hana Kalvodová

- 1960 Černá sobota, regia Miroslav Hubáček : Věra Rezková
- 1960 Lidé jako ty, regia Pavel Blumenfeld : MUDr. Rudolfová
- 1960 Tři tuny prachu, regia Oldřich Daněk : Zástěrová
- 1961 Malý Bobeš, regia Jan Valášek : Bobešova matka
- 1961 Každá koruna dobrá, regia Zbyněk Brynych : žena v ložnici
- 1962 Život bez kytary, regia Jiří Hanibal : Petráková
- 1962 Doi din alte lumi (Dva z onoho světa), regia Miloš Makovec : Alina Fořtová
- 1962 Malý Bobeš ve městě, regia Jan Valášek : Bobešova matka
- 1963 Ikarie XB-1, regia Jindřich Polák : Nina Kirová
- 1966 Návrat ztraceného syna, regia  Evald Schorm : Olga
- 1966 Cine a vrut s-o ucidă pe Jessie? (Kdo chce zabít Jessii?), regia Václav Vorlíček : dr. Růžena Beránková
- 1966 Oameni în rulotă (Lidé z maringotek), regia Martin Frič : Gruzínka

- 1970 Radúz a Mahulena, regia Petr Weigl : Nyola
- 1975 Profesoři za školou (povídka Láska), regia Milan Muchna : Havránková
- 1976 Der Mädchenkrieg (Dívčí válka), regia Alf Brustellin : Hanka
- 1976 Noc klavíristy, regia Jindřich Polák : Mráčková
- 1976 Den pro mou lásku, regia Juraj Herz : Petrova matka
- 1976 Léto s kovbojem, regia Ivo Novák : babička
- 1977 Talíře nad Velkým Malíkovem, regia Jaromil Jireš : Eliška
- 1977 Advokátka, regia Andrej Lettrich : Deminová
- 1977 Šestapadesát neomluvených hodin, regia Ivo Novák : Štuková
- 1978 Sólo pro starou dámu, regia Václav Matějka : Věra Pechlátová
- 1978 Croitorul din Ulm (Der Schneider von Ulm), regia Edgar Reitz

- 1980 Der Wahnwitzige Genius (Nerozumný génius), regia Petr Weigl : mătușa  Ljubov
- 1980 Dívka s mušlí, regia Jiří Svoboda : asistentul social
- 1980 Půl domu bez ženicha, regia Hynek Bočan : mătușa Heda
- 1980 Svítalo celou noc, regia Václav Matějka : sora șefă
- 1981 Ziua idioților (Der Tag der Idioten), regia Werner Schröter
- 1982 The Turn of the Screw, regia Petr Weigl : Miss Grose
- 1982 Fandy, ó Fandy, regia Karel Kachyňa : Vodrážková
- 1983 Sfârșitul miracolului (A csóda vége/Konec zázraku), regia János Vészi : Irma

## Premii și nominalizări
Dana Medřická a primit un premiu de stat și a primit titlul de artist meritoriu. În ciuda unicității și popularității ei, ea nu a devenit niciodată o artistă națională.